# Mariniersplein
Het Mariniersplein was een plein in Kattenburg in het centrum van Amsterdam.
Eind 19e eeuw werd een deel van het havengebied vrijgemaakt van scheepvaart en aanverwante bedrijven. Ter hoogte van het voormalige
Nieuwendammergrachtje werd de bebouwing van Kattenburg uitgebreid en in het verlengde van de Groote Kattenburgerstraat en Kleine Kattenburgerstraat werd het Mariniersplein en de Mariniersstraat aangelegd, vernoemd naar het naastgelegen Marine Etablissement Amsterdam. Aan de oostkant lag de Kattenburgerkade en aan de noordkant de Dijksgracht waarover de Mariniersbrug. Op een afbeelding uit 1900 zijn op de huisnummers 2-12A vier panden met een halsgevel aan een driehoekig plein met bomen en een plaskrul te zien
Op een afbeelding uit 1956 is de vervallen revolutiebouw met op de begane grond winkelpanden en een speeltuin op het driehoekige plein te zien.
In de jaren zestig van de 20e eeuw werd Kattenburg grotendeels gesaneerd en opnieuw ingericht. Bij de sanering verdwenen de oorspronkelijke straten, werd een deel van de Kattenburgervaart gedempt, werd de Marinewerfkade tot water vergraven en verdween het Mariniersplein. Er kwam een grote zandvlakte en na de sanering en nieuwbouw kwam er een brede verkeersweg, de Kattenburgerstraat. Bij een raadsbesluit van 8 mei 1974 kreeg een nieuwe kade de naam Marinierskadeen herinnert aan het plein waarvan nog een brede met bomen beplante groenstrook aan het einde van de Kattenburgerstraat rest.
In de nacht van 5 op 6 juli 1911 kwam het plein landelijk in het nieuws toen hier de Bloednacht van Kattenburg plaatsvond. Een confrontatie tussen stakende zeelieden, bootwerkers en Kattenburgers met de politie, infanteristen, militairen en marechaussee.
Als opvolger van de paardentram was van 1906-1913 het plein het eindpunt van tram 7 en sinds 1913 van tram 18. In 1932 verdween de tram uit de buurt, die zwaar door de economische recessie was getroffen.